# Live in Australia (album Chrisa Isaaka)
Live in Australia – pierwszy koncertowy, a trzynasty w ogóle album amerykańskiego piosenkarza Chrisa Isaaka. Został nagrany w Melbourne w 2006 roku i wydany 18 października 2008 nakładem Universal Music Group.

## Lista utworów
1. "Speak of the Devil" - 4:15
2. "Let Me Down Easy" - 4:05
3. "Intro (To "I'll Go Crazy")" - 1:37
4. "I'll Go Crazy" - 3:13
5. "Go Walkin' Down There" - 3:43
6. "Wicked Game" - 5:02
7. "Lonely with a Broken Heart" - 2:49
8. "Intro" (To "Baby Did a Bad Bad Thing") - 1:28
9. "Baby Did a Bad Bad Thing" - 4:26
10. "This Love Will Last" - 3:13
11. "Waiting" - 3:04
12. "Blue Darlin'" - 3:31
13. "Intro" (To "Only the Lonely") - 2:03
14. "Only the Lonely" - 2:51
15. "One Day" - 4:19
16. "Somebody's Crying" - 2:49
17. "Blue Hotel" - 3:14
18. "San Francisco Days" - 4:04
19. "Dancin'" - 4:08
20. "Blue Spanish Sky" - 3:57
21. "American Boy" (iTunes exclusive) – 3:08